# Indianapolis
Indianapolis o Indianàpolis, és la capital i la ciutat més poblada de l'estat d'Indiana, als Estats Units. D'acord amb el cens de 2000, la seva població és de 791.926 habitants.
És, al seu torn, la capital del comtat de Marion, que segons el cens de 2003, tenia 863.216 habitants. Va ser fundada el 1821 i cobreix una àrea de 966,3 km².

## Fills il·lustres
- Constance Faunt Le Roy Runcie (1836-1912), compositora musical.
- Philip Warren Anderson (1923) físic, Premi Nobel de Física de l'any 1977.
- Thaddeus Rich (1885-1969), violinista.
- John Dillinger (1903-1934), delinqüent especialitzat en assalts a bancs.

## Ciutats agermanades
- - Colònia (Alemanya)
- - Monza (Itàlia)
- - Scarborough/Toronto (Canadà)
- - Piran (Eslovènia)
- - Taipei (Xina)